# Balbisia integrifolia
Balbisia integrifolia là một loài thực vật có hoa trong họ Vivianiaceae. Loài này được Reinhard Gustav Paul Knuth miêu tả khoa học đầu tiên năm 1912.

## Phân bố
Loài này được tìm thấy từ miền nam Bolivia tới miền tây Argentina. Môi trường sống là vùng núi cao và Salinas Grandes ở Argentina, cao độ tới 3.500 m.

## Mô tả
Cây bụi cao đến 1 m, có cành hoặc các cành nhỏ; các cành mang hoa dày 1 mm, cũng như lá rậm lông tơ mịn như lụa màu trắng bạc; các cành giá nhẵn nhụi, màu đen ánh xám hoặc xám. Lá nhiều, mọc đối hoặc gần đối, cách nhau 0,5-1,5 cm, gần như không cuống với cuống lá dài 1-2 mm; phiến lá nguyên, hình mác hoặc hình trứng-hình mác, hơi nhọn hoặc hơi tù, dài 15-25 mm, rộng 3-5 mm. Hoa đầu cành, có cuống;  cuống hoa dài 7-15 mm, mập tới 1 mm, có lông tơ màu trắng bạc mịn như lụa, dài gần bằng lá, nhưng khi tạo quả thì dài ra và hẹp hơn. Các lá bắc tổng bao dài 6-9 mm, thẳng-hình dùi, có lông tơ màu trắng bạc mịn như lụa, không nhiều. Lá đài dài hơn lá tổng bao 1-1,5 lần, dài 12-15 mm, rộng 4 mm, hình mác, dần dần nhọn thon, nhọn hoặc rất nhọn, có lông tơ màu trắng bạc mịn như lụa. Ống tràng đường kính 3,5 mm, màu đỏ sẫm; cánh hoa dài hơn lá đài 1-1,5 lần, dài 15-18 mm, rộng 11 mm, hình nêm rộng-hình trứng ngược, với đỉnh thuôn tròn, nguyên. Chỉ nhị dài hơn bầu nhụy 2 lần; bao phấn hình elipxoit hoặc thuôn dài; đầu nhụy 4, hiếm khi 3. Bầu nhụy rậm lông màu trắng tuyết. Quả nang có lông lụa màu ánh xám, dài 6-7 mm, thẳng đứng, khoảng 2 lần ngắn hơn đài hoa. Loài này là khác biệt ở chỗ mép lá nguyên với lớp lông màu trắng bạc mịn như lụa. Ra hoa tháng 11 đến tháng 2 năm sau.